# Episodi di Kilari
La serie animata Kilari è stata prodotta nel 2006 in 153 episodi, trasmessi in Giappone a partire dal 7 aprile 2006, mentre in Italia, in prima visione nel pomeriggio di Italia 1, da lunedì 11 gennaio 2010 fino a lunedì 28 giugno 2010, quando la messa in onda è stata momentaneamente interrotta. È poi ripartita lunedì 23 agosto, con le repliche degli episodi della seconda parte della serie, ma già dal 18 settembre è stata spostata nella collocazione delle mattine del week-end, per poi essere sospesa nel mese di dicembre.

## Prima stagione
| Nº | Titolo italiano Giapponese 「Kanji」 - Rōmaji | In onda           | In onda                          |
| Nº | Titolo italiano Giapponese 「Kanji」 - Rōmaji | Giapponese        | Italiano                         |
| 1  | La rivoluzione di Kilari 「きらりん！アイドル革命！！」 - Kirarin! Aidoru Reboryūsyon!! | 7 aprile 2006     | 11 gennaio 2010                  |
| 1  | Kilari Tsukishima, è una normale ragazza di 14 anni che va alle scuole medie, è molto golosa quindi non le è mai interessato il mondo dello spettacolo. Un giorno mentre ritorna da scuola incontra un ragazzo vestito in modo strano, in realtà era Seiji un cantante degli SHIPS, dopo che Kilari gli salva la tartaruga da un albero le dà un biglietto per il concerto degli SHIPS di quella sera. Kilari va ma incontra ľaltro membro del gruppo, Hiroto, che le dice che lei è Seiji sono in due mondi diversi, e durante il concerto salta sul palco e dice che diventerà una cantante a tutto il pubblico. |                   |                                  |
| 2  | Il mio cuore batte forte! L'audizione con gli SHIPS 「ドキドキ！ ＳＨＩＰＳオーディション！！」 - Dokidoki! SHIPS AUDITION!! | 14 aprile 2006    | 12 gennaio 2010                  |
| 3  | Devo riuscire a fare la pubblicità 「キャー！ めざせＣＭデビュー！！」 - Kyart! Mezase CM DEBUT!! | 21 aprile 2006    | 13 gennaio 2010                  |
| 4  | Orrore! Papà non è d'accordo 「ガビーン！ パパが反対！？」 - Gabiin! Papa ga Hantai!? | 28 aprile 2006    | 14 gennaio 2010                  |
| 5  | Il primo lavoro 「ありえなーい！ 初めてのお仕事！！」 - Arienaai! Hajimete no oshigoto!! | 5 maggio 2006     | 15 gennaio 2010                  |
| 6  | Addestramento da artista 「ヘロヘロ～ッ！アイドル修行！！」 - Hero hero~! Aidolu shugyou!! | 12 maggio 2006    | 18 gennaio 2010                  |
| 7  | La sfida della canzone 「ボェ～ッ！歌への挑戦！！」 - Boee~! Uta e no chousen!! | 19 maggio 2006    | 19 gennaio 2010                  |
| 8  | Prima scena in diretta 「あわわわ！初ステージで生放送！！」 - Awawawa! Hatsu suteeji de namahousou | 26 maggio 2006    | 20 gennaio 2010 21 gennaio 2010  |
| 9  | Arashi, l'illusionista 「ザバーン！イリュージョニスト嵐や！！」 - Zabaan! Iiriyujiyonisuto Arashi ya!! | 2 giugno 2006     | 22 gennaio 2010 25 gennaio 2010  |
| 10 | La scuola artistica 「うきうき！アイドルスクールに転校！！」 - Ukiuki! Aidolu SCHOOL ni tenkou!! | 9 giugno 2006     | 26 gennaio 2010 27 gennaio 2010  |
| 10 | Kilari, avendo realizzato di essere un personaggio conosciuto, decide di cambiare scuola, trasferendosi nella stessa che frequentano gli Ships ed Erina. Quest'ultima, però, con l'intento di allontanare il più possibile Kilari, racconta molte bugie sul suo conto. Nonostante ciò, comunque, Kilari riesce ad inserirsi bene nella sua nuova classe. |                   |                                  |
| 11 | Sono io l'eroina! 「どかーん！アタシがヒロイン！？」 - Dokaan! Atashi ga HEROINE!? | 16 giugno 2006    | 28 gennaio 2010 29 gennaio 2010  |
| 11 | Kilari viene scelta per interpretare la parte di protagonista in un film; insieme a lei ci sarà un personaggio maschile, che il produttore intende scegliere tra uno degli Ships ed Arashi. Quest'ultimo, per cercare di ottenere il ruolo, ipnotizza il produttore; ma il suo piano non va come sperato, ed allo scadere dell'incantesimo il regista annuncia che il protagonista sarà Hiroto, ed anche che nel film è prevista la scena di un bacio. |                   |                                  |
| 12 | Un appuntamento drammatico 「のーん！ドラマなデート！！」 - Noon! Dorama na DATE!! | 23 giugno 2006    | 1º febbraio 2010 2 febbraio 2010 |
| 12 | Kilari non riesce in alcun modo ad immedesimarsi nel suo ruolo di ragazza innamorata, così Seiji le propone di uscire insieme a lui ed Hiroto. Durante l'appuntamento, Seiji si distrae guardando delle tartarughe, e perde di vista i due amici. Kilari ed Hiroto, allora, passeranno buona parte del pomeriggio insieme. Alle successive riprese del film Kilari riesce a recitare bene la sua parte, per cui ringrazia gli Ships. |                   |                                  |
| 13 | Bacio fantastico! 「Chu！ファンタスティックキス！？」 - Chu! fantasutikku kisu!? | 30 giugno 2006    | 3 febbraio 2010                  |
| 13 | Kilari ed Hiroto sono arrivati alla scena finale, quella del bacio! Kilari è molto tesa ed agitata, ma grazie alle parole di Seiji si tranquillizza. Quando Kilari ed Hiroto stanno per baciarsi, tuttavia, la tenda della finestra va in faccia ad Hiroto, il quale ne approfitta per dare a Kilari un finto bacio (aggiungendo che preferisce risparmiare il primo per una persona che ama). |                   |                                  |
| 14 | Kilari, il mondo è con te 「『恋☆カナ』！SHIPSかな？対決かな！？」 - Koi kana? SHIPS kana? Taiketsu kana? | 7 luglio 2006     | 4 febbraio 2010                  |
| 14 | Kilari e gli Ships sono in una situazione di competizione: chi venderà più copie dei propri singoli musicali otterrà il titolo di vincitore. A Kilari, però, non piace affatto trovarsi in rivalità con i suoi migliori amici. |                   |                                  |
| 15 | "Kilari, il mondo è con te" scala le classifiche? 「『恋☆カナ』！チャートインかな！？」 - 「Koi☆Kana」! Chāto In Kana? | 14 luglio 2006    | 5 febbraio 2010                  |
| 16 | L'audizione delle Morning Musume 「ヨーッシ！モー大変オーディション！！」 - Yōsshi! Mō Taihen Ōdisyon!! | 21 luglio 2006    | 8 febbraio 2010                  |
| 17 | Il torneo di nuoto degli artisti 「どきっ！アイドルだけの水泳大会！！」 - Doki! Aidoru Dake no Suiei-Taikai!! | 28 luglio 2006    | 9 febbraio 2010                  |
| 18 | In vacanza con Sayaka e Miku! 「キラリ…さやかとみくと夏休み」 - Kirari...Sayaka to Miku to Natsuyasumi | 4 agosto 2006     | 10 febbraio 2010                 |
| 19 | Il reportage della paura 「ゾゾ～ッ！恐怖の突撃レポート！！」 - Zozo! Kyōhu no Totsugeki Ripōto | 11 agosto 2006    | 11 febbraio 2010                 |
| 20 | Mio fratello ritorna 「Na！ 帰ってきたマイブラザー!!」 - Na! Kaette Kita Mai Burazā!! | 18 agosto 2006    | 12 febbraio 2010                 |
| 21 | La battaglia tra artisti è una tempesta di neve 「みゃ～！アイドルバトルは超ふぶき！！」 - Myā! Aidoru Batoru wa Chō Hubuki!! | 25 agosto 2006    | 15 febbraio 2010                 |
| 22 | Un bacio in abito da sposa? 「ズキッ！キッスは誰とウェディング！？」 - Zuki! Kissu wa Dare to Wedingu!? | 1º settembre 2006 | 16 febbraio 2010                 |
| 22 | Inizia la competizione tra Kilari e Fubuki: la sfida consiste nell'indossare un abito da sposa per poi interpretare al meglio delle proprie capacità una coppia di innamorati. Ad accompagnare le due ragazze vi sono Seiji ed Hiroto. Tocca a Kilari la scelta del partner. Chi sceglierà? E soprattutto, chi vincerà questa sfida appassionante? |                   |                                  |
| 23 | A scuola di cucito da Hiroto 「チクチク！ひみつのドレスと宙兄ちゃん！」 - Chikuchiku!? Himitsu no Doresu to Hiro Nii-chan! | 8 settembre 2006  | 17 febbraio 2010                 |
| 23 | Viene annunciato il tema della seconda prova: si tratta di una sfilata di moda con un abito confezionato a mano dalle ragazze. Anche questa volta Kilari parte svantaggiata: Fubuki ha sempre confezionato da sola i suoi abiti, e sembra che la sua vittoria sia annunciata. Kilari però non si arrende, ha davanti due settimane di tempo per imparare a cucire: chi sarà il suo maestro? |                   |                                  |
| 24 | Cullata dalle onde del mare. Poesia d'amore 「きゅん！海で揺られて恋の詩…」 - Kyun! Umi de Yurarete Koi no Uta... | 15 settembre 2006 | 18 febbraio 2010                 |
| 24 | La terza ed ultima sfida sembra la più difficile: le ragazze dovranno comporre il testo di una canzone scritta appositamente per loro. Kilari decide di scrivere una canzone d'amore attraverso la quale esprimere tutti i suoi sentimenti per Seiji, ma pare che i suoi stessi sentimenti siano un po' confusi: è innamorata di Seiji o di Hiroto? |                   |                                  |
| 25 | Fuoco d'artificio 「ドカーン！と発表『恋花火』！！」 - Dokān! to Happyō「Koi-Hanabi」!! | 22 settembre 2006 | 19 febbraio 2010                 |
| 25 | Si avvicina il grande momento, mancano infatti solo due ore all'inizio della sfida. Kilari è disperata, non è riuscita a scrivere nemmeno una parola! Ma grazie al conforto offertole da Hiroto, in breve tempo riesce a comporre tutto il testo. Nel frattempo inizia l'esibizione di Fubuki, che entra in scena con due ospiti particolari: i Rhinoceros. La sua canzone ha per titolo "Il cuore di una star". Nel mentre Hiroto legge il testo di Kilari e decide di darle una mano: entreranno in scena anche gli Ships, che si esibiranno con lei! Kilari, tuttavia, sembra un po' contrariata... |                   |                                  |
| 26 | La famiglia di Na-San si allarga! 「決定！ホットアイドル賞はなー！みゃ～！やーん！」 - Kettei! Hotto Aidoru Syō wa Nā! Myā! Yān! | 29 settembre 2006 | 22 febbraio 2010                 |
| 26 | Viene comunicata la vincitrice del premio "Nojo hot idol", ma le sorprese non finiscono qui: una sconvolgente rivelazione colpisce Na-San e Na-Yan. Chi è in realtà Mya-San? |                   |                                  |
| 27 | Lo spettacolo di varietà 「シュークリーム！マシンガントークで大爆笑！！」 - Shūkurīmu! Mashingan Tōku de Daibakusyō | 6 ottobre 2006    | 23 febbraio 2010                 |
| 27 | Il prossimo lavoro assegnato a Kilari è partecipare ad uno spettacolo di varietà, ma risulta più duro del previsto. L'agenzia Higashiyama ingaggia Tsurara per offuscare Kilari durante la sua apparizione. Riuscirà Kilari ad emergere durante lo show, oppure sarà la parlantina di Tsurara a prendere il sopravvento? |                   |                                  |
| 28 | Rivoluzione Na-San! 「なななっ！なーさん☆レボリューション！！」 - Nanana! Nā-san☆Reboryūsyon!! | 13 ottobre 2006   | 24 febbraio 2010                 |
| 28 | Kilari si sta preparando per il suo primo concerto; nel frattempo, anche Na-San, stupito per via della popolarità di Mya-San, decide di tentare di entrare nel mondo dello spettacolo. Partecipa così ad un provino, ma non ha esiti positivi, e si demoralizza. Kilari è preoccupata per Na-San, e decide di esibirsi insieme a lui al concerto, durante il quale peraltro presenta anche la sua nuova canzone, intitolata "Balalaika". |                   |                                  |
| 29 | La strategia degli artisti per superare gli esami! 「パニック！アイドルたちのテスト大作戦！！」 - Panikku! Idol tachi no Tesuto Daisakusen! | 20 ottobre 2006   | 25 febbraio 2010                 |
| 29 | Che tragedia! Kilari è occupata a causa del suo lavoro, perciò non ha un minuto di tempo libero per studiare! Come se non bastasse, mancano solamente tre giorni agli esami parziali. La ragazza decide di studiare al lavoro durante le pause, ma qualcosa sembra impedirglielo. Erina Ogura infatti, con i suoi vari travestimenti, cerca di tenere occupata Kilari in modo tale che venga bocciata all'esame e frequenti i corsi di riparazione. Kilari però non vuole compromettere la sua carriera. Riuscirà a cavarsela anche questa volta? |                   |                                  |
| 30 | Uno scoop alla festa della scuola 「カシャッ！学園祭で大スクープ！？」 - Kasha! Gakuensai De Daisukuupu!? | 27 ottobre 2006   | 26 febbraio 2010                 |
| 30 | Kilari viene selezionata per esibirsi ad un festival scolastico, ma, come sempre, non fa che pensare al cibo che potrà assaggiare durante l'evento. Kumoi però le vieta assolutamente di abbuffarsi in pubblico: perderebbe tutta la sua popolarità! L'agenzia Higashiyama scopre il segreto di Kilari ed ingaggia dei paparazzi per coglierla in flagrante. Alla fine, però, la golosità di Kilari trionfa, e la sua popolarità aumenta ulteriormente. |                   |                                  |
| 31 | New York, labirinto dell'amore 「ニャッツ！恋の迷路のニューヨーク！？」 - Nyattsu! Koi No Meiro No Nyuuyooku!? | 3 novembre 2006   | 1º marzo 2010                    |
| 31 | Kilari parte alla volta di New York per un nuovo lavoro, ma purtroppo si perde tra le grandi strade della metropoli. Viene ritrovata subito dopo da Seiji, guidato da Kame, il quale tuttavia non si ricorda più la strada per raggiungere Hiroto e gli altri. Kilari può allora trascorrere un po' di tempo in pace con Seiji, ma non ne sembra tanto contenta. Quando finalmente riescono a trovare i loro compagni, Seiji e Kilari vengono rapiti da alcuni uomini e condotti all'interno di un'automobile. |                   |                                  |
| 32 | Tina e Kilari superstar! 「ミャオ～！ティナときらりのレボリューション」 - Myao~! Tina To Kirari No Reboryuushon | 10 novembre 2006  | 2 marzo 2010                     |
| 32 | I misteriosi rapitori si rivelano essere le guardie del corpo di Tina, una superstar a livello planetario! Kilari e Seiji erano stati scambiati per alcuni suoi fan, così Tina, per scusarsi per questo fraintendimento, decide di aiutarli a ritrovare i loro amici. |                   |                                  |
| 33 | Lo spirito dell'attrice 「流し目！大海原に女優魂！！」 - Nagashime! Oounabara Ni Joyuu-Damashii!! | 17 novembre 2006  | 3 marzo 2010                     |
| 33 | Kilari è stata scelta per interpretare, in un film d'azione, il ruolo di Misato, una ragazza di quattordici anni che, aspettando il ritorno del padre (che si trova all'estero), viene affidata alla zia, con la quale non ha un buon rapporto. Ad interpretare la zia sarà Haruko Misora, conosciuta per la sua severità. Dietro la figura di Haruko si cela l'agenzia Higashiyama, che tenta di mettere i bastoni fra le ruote, ancora una volta, a Kilari. |                   |                                  |
| 34 | Hiroto e la passeggiata romantica con Baba-Chan 「宙く～ん！？おばあちゃん恋のネコ道！？」 - Hiro-ku~n! Obaa-chan Koi No Nekomichi!? | 24 novembre 2006  | 4 marzo 2010                     |
| 34 | Durante la trasmissione "A spasso con gli Ships", Hiroto ha il compito di visitare in diretta il quartiere Hitotsubashi, dove vive Kilari con la sua nonnina. Baba-Chan, che è una grande fan di Hiroto, approfitta dell'inaspettata situazione per passare un po' di tempo con lui. |                   |                                  |
| 35 | Il commissario Kilari e l'inafferrabile X! 「ファイヤー！きらり署長VS怪盗X」 - Faiyaa! Kirari Shochou Baasasu Kaitou Ekkusu!! | 1º dicembre 2006  | 5 marzo 2010                     |
| 35 | Kilari diventa commissario per un giorno. Ad accompagnarla in quest'occasione ci sarà il nipote di Daimonji. Dovranno affrontare l'inafferrabile X, un temibile ladro di oggetti preziosi ricercato dalla polizia. |                   |                                  |
| 36 | L'animale da compagnia numero uno! 「なー！みゃ～！わにー！No.1ペット決定戦！！」 - Naa·Mya~·Wanii! Nanbaawan Petto Ketteisen!! | 8 dicembre 2006   | 8 marzo 2010                     |
| 36 | L'agenzia Higashiyama organizza una "gara per l'animale da compagnia numero uno". Il vincitore si aggiudicherà due premi, ovvero un viaggio lussuosissimo intorno al mondo in compagnia del suo padrone ed un collare con una pietra preziosa. Vi partecipano Seiji con Kame, il signor Muranishi con il presidente, Pierre Takada insieme ai suoi maialini Erina e Tan-Tan, Arashi con Na-Yan, Kilari in coppia con Na-San e per finire alcune fan-girls di Kilari con i rispettivi animaletti. Le prove che Na-San deve affrontare sembrano essere di proposito più difficoltose, ma nonostante questo le affronterà tutte brillantemente. |                   |                                  |
| 37 | Cenerentola, vento di primavera 「かすみ♪春風のシンデレラ♪」 - Kasumi♪Harukaze no Shinderera♪ | 15 dicembre 2006  | 9 marzo 2010                     |
| 37 | Kilari scopre che la signorina Kumoi in passato era un'idol per l'agenzia Higashiyama e che si faceva chiamare Kasumi Hoshino. Purtroppo, però, a causa degli eventi, si è ritirata dalla sua carriera e non ha mai potuto esibirsi nel suo primo concerto. Kilari vuole farle una sorpresa, regalandole il concerto che non ha mai avuto. |                   |                                  |
| 38 | L'anniversario degli Ships! 「告白！？SHIPSのバースデイ」 - Kokuhaku!? SHIPS no Bāsudei!! | 22 dicembre 2006  | 10 marzo 2010                    |
| 38 | Gli Ships compiono tre anni dal loro debutto e Kumoi decide di organizzare una festa in loro onore. Lo stesso giorno, inoltre, è anche il compleanno di Seiji. Hiroto prepara un piano per fare in modo che Kilari sveli i suoi sentimenti a Seiji. Kilari compra dei regali ad entrambi, ma è agitata al pensiero di dichiararsi. |                   |                                  |
| 39 | La battaglia musicale dei Top Idol 「ゴージャス！！トップアイドル歌合戦」 - Gōjasu!! Toppu Aidoru Utagassen!! | 5 gennaio 2007    | 11 marzo 2010                    |
| 39 | Arriva finalmente il momento del "Super idol festival". I primi ad esibirsi sono gli Ships, con il singolo "Cuori all'unisono", segue poi Fubuki con "Diventa il mio re". Dopo una breve pausa è la volta di Erina, con il brano "You can fly", seguita da Akane Minami. Akane, però, indossa lo stesso vestito di Kilari, e quindi purtroppo quest'ultima è impossibilitata a salire sul palco! Kilari decide di esibirsi comunque, sebbene con un abbigliamento piuttosto semplice, e di provare a coinvolgere il pubblico il più possibile con la sua performance. |                   |                                  |
| 40 | Arrivederci, Na-San! A presto! 「さよならなーさん！？また・なー！！」 - Sayonara Nāsan!? Mata·Nā!! | 12 gennaio 2007   | 12 marzo 2010                    |
| 40 | Hiroto, per un impegno di lavoro, andrà alle Hawaii per tre giorni, ed i suoi fratelli rimarranno soli. Kilari e Seiji, allora, si trovano a casa di Hiroto. Il fratellino di quest'ultimo, di nome Kota, diventa presto molto amico di Na-San, e vorrebbe tenerlo con sé per sempre. Kilari, essendo affezionatissima al suo piccolo animaletto, acconsente solo in parte, concedendo a Kota la possibilità di custodirlo per tre giorni. |                   |                                  |
| 41 | Aoi e Kilari in concerto insieme 「あおい！きらり！！ババーンとスペシャルステージ」 - Aoi! Kirari!! Babān to Supesyaru Sutēji | 19 gennaio 2007   | 15 marzo 2010                    |
| 41 | La nuova linea "Kilari produce" va a ruba. A causa di questo successo strabiliante, si decide di preparare un regalo di ringraziamento per tutte le clienti più fedeli: inviando tre coupon presenti sulle scatole delle confezioni, mille clienti estratte a sorte potranno partecipare ad un concerto con protagoniste le due principali testimonial della "Rainbow cosmetics", ovvero Kilari per la "Kilari produce" ed Aoi per la "Aoi produce". Ma il concerto viene purtroppo sabotato dalla signora Higashiyama, così Kilari ed Aoi si ritrovano ad affrontare un pubblico di quarantenni non interessate alla loro musica. |                   |                                  |
| 42 | Kilari diventa un Taberanger 「ピンク！！変身きらりんタベルンジャー！」 - Pinku!! Henshin Kirarin Taberunjā! | 26 gennaio 2007   | 16 marzo 2010                    |
| 43 | Le illusioni acquatiche di Arashi 「カニー！嵐のアクアイリュージョン！！」 - Kanī! Arashi no Akua Iryūjon!! | 2 febbraio 2007   | 17 marzo 2010                    |
| 44 | Kilari partecipa ad un quiz televisivo 「ＩＱ！きらりと天才クイズバトル！！」 - IQ! Kirari to Tensai Kuizu Batoru!! | 9 febbraio 2007   | 18 marzo 2010                    |
| 45 | Il circo di Na-San 「ミラクル！なーさんサーカス！！」 - Mirakuru! Nāsan Sākasu!! | 16 febbraio 2007  | 19 marzo 2010                    |
| 46 | Gli Ships si separano? 「カメさ～ん！ＳＨＩＰＳが解散！？」 - Kame-Sān! SHIPS ga Kaisan!? | 23 febbraio 2007  | 22 marzo 2010 23 marzo 2010      |
| 46 | Gli Ships stanno facendo le prove per un nuovo concerto ma, durante una pausa, Hiroto versa accidentalmente una bottiglia di soda sul povero Kame, e questo provoca un litigio tra i due. Kilari cerca di intervenire per sbloccare la situazione, che pare più grave del previsto, ma non fa altro che peggiorare le cose. Il giorno del concerto, non essendosi gli Ships ancora riappacificati, il pubblico percepisce tensione tra loro. Kilari, per aiutarli, decide di cadere volontariamente sul palco, come la prima volta in cui si erano incontrati, ma si accorge troppo tardi che sotto non ci sono i cuscini, e così Hiroto e Seiji si precipitano subito a salvarla. Alla fine i due comprendono i loro errori e fanno pace. |                   |                                  |
| 47 | Erina cambia immagine 「イメチェン！スケバンエリナ参上！！」 - Imechen! Sukeban Erina Sanjō!! | 2 marzo 2007      | 24 marzo 2010 25 marzo 2010      |
| 47 | Erina decide di cambiare immagine per sconfiggere Kilari e per evitare che qualcuno continui a darle della ridicola. Si trasforma, così, in Erina, il boss. Durante la trasmissione "Brillate, artisti", a cui partecipano sia Erina sia Kilari, il pubblico sembra entusiasta della nuova immagine di Erina. Alla fine del programma, in conseguenza di svariate prove di coraggio, Kilari fa capire ad Erina di non aver bisogno di rinnovare la sua immagine come ha fatto lei, perché è una ragazza dolce e fantastica. La strategica Erina decide così di sfruttare a fondo questa sua nuova forza, e cambia nuovamente immagine, diventando Erina, la dolce damina. |                   |                                  |
| 48 | Kilari & Akane, uno splendido confronto 「きらりとあかね！？カレーなる対決！！」 - Kirari to Akane!? Karē naru Taiketsu!! | 9 marzo 2007      | 26 marzo 2010 29 marzo 2010      |
| 48 | Kilari, Akane ed Aoi sono state scelte come candidate per il titolo di regina di diamanti. La vittoria del concorso dipenderà dai voti che i fans invieranno per posta e tramite internet. Ognuna di loro cerca di promuovere la propria immagine e di guadagnare più voti possibili: l'agenzia di Kilari decide di organizzare una tournée nazionale, Akane debutterà con ben quattro singoli in contemporanea, mentre Aoi terrà un concerto all'aperto (con ben duecentomila persone presenti) e concederà regali ai suoi fans. L'agenzia Higashiyama è però decisa ad infliggere un duro colpo alla carriera di Kilari, e lo farà in occasione di uno spot per la "Galaxy electric" a cui parteciperanno gli Ships, Kilari ed Akane. Dietro la pubblicità si nasconde, in realtà, proprio la signora Higashiyama, che ha stretto degli accordi con il produttore per danneggiare la notorietà di Kilari... |                   |                                  |
| 49 | La prova di ballo di Kilari! 「キャ～ッチ！キラリとキメろギャラクシーダンス！？」 - Kyācchi! Kirari to Kimero Gyarakushī Dansu!? | 16 marzo 2007     | 30 marzo 2010                    |
| 49 | Akane, seguendo gli ordini impartiti dall'agenzia Higashiyama, dichiara pubblicamente di essere stata minacciata da Kilari durante le riprese dello spot, e la notizia si diffonde immediatamente alla televisione e sui giornali. Kilari vuole conoscere le ragioni del comportamento di Akane, e così decide di parlare con lei, scoprendo la verità: Akane, da piccola, in seguito ad una lesione alla caviglia, ha dovuto abbandonare il suo grande sogno di diventare una ballerina, ed è poi stata accolta dalla signora Higashiyama, che si è occupata della sua nuova carriera; per questo adesso non può fare a meno di eseguire i suoi ordini. Come se non bastasse, in tutti gli spot finora girati per la "Galaxy electric", le parti affidate a Kilari sono sempre state irrilevanti. È giunto così il momento di girare l'ultima pubblicità: Cenerentola, che verrà interpretata da Akane, non ha ancora finito le pulizie, ma il mago Seiji e Kame, grazie all'aiuto di una scopa della "Galaxy electric", rendono in un istante la sua casa brillante come uno specchio, ed alla fine Akane, vestita in maniera estremamente elegante, balla felice con il principe Hiroto per tutta la sera. Kilari, invece, non avendo una vera e propria parte nello spot, si dovrà limitare a ballare oppure a fare acrobazie con la scopa. Tuttavia, il balletto affidato a Kilari è tutt'altro che semplice, e la ragazza ha soltanto un giorno di tempo per impararlo, altrimenti verrà esclusa dalle riprese. Quello che sembrava un ostacolo insormontabile, però, si trasforma in un vero trionfo per Kilari, la quale riesce ad eseguire il balletto perfettamente. L'impegno ed il sorriso di Kilari colpiscono anche Akane, che confessa a tutti la verità, smentendo la precedente dichiarazione menzognera, ed organizza una conferenza-stampa durante la quale annuncia il suo ritiro ufficiale dalla competizione per il titolo di regina di diamanti. |                   |                                  |
| 50 | Concerto sulla neve 「全国ツアー！雪の大地に燃える恋！？」 - Zenkoku Tsuā! Yuki no Daichi ni Moeru Koi!? | 23 marzo 2007     | 31 marzo 2010                    |
| 50 | Comincia la tournée nazionale di Kilari. Il primo concerto si terrà nell'isola di Hokkaido, ma la signora Higashiyama, allo scopo di ostacolare Kilari, acquista il teatro prenotato per lo spettacolo. Kilari decide allora di cantare all'aperto sopra un cumulo di ghiaccio che sembra brillare come un diamante. |                   |                                  |
| 51 | Brilla, regina di diamanti! 「輝け！ダイヤモンドアイドルクイーン！！」 - Kagayake! Daiyamondo Aidoru Kuīn!! | 30 marzo 2007     | 1º aprile 2010                   |
| 51 | Aoi, in seguito al suo grande concerto, sembra trovarsi in netto vantaggio sulla rivale, ma nel frattempo continua la tournée di Kilari, ed il suo punteggio aumenta vertiginosamente man mano che si sposta verso sud. Aoi, preoccupata, decide di assistere personalmente ad un suo spettacolo. Arriva finalmente il giorno decisivo della consegna della corona. Il duello finale viene trasmesso in diretta su tutti gli schermi: Kilari si esibisce con la sua "Balalaika", invece Aoi canta "La speranza del cuore". Al termine delle esibizioni viene mostrato il punteggio definitivo: per il quarto anno, Aoi conferma il suo titolo di regina di diamanti. Hiroto e Seiji sono preoccupati per la reazione di Kilari, però, con grande sorpresa di tutti, Kilari è più contenta che mai, nonostante il risultato: la rivoluzione è appena incominciata. |                   |                                  |

## Seconda stagione
| Nº  | Titolo italiano Giapponese 「Kanji」 - Rōmaji | In onda           | In onda                       |
| Nº  | Titolo italiano Giapponese 「Kanji」 - Rōmaji | Giapponese        | Italiano                      |
| 52  | Primo lancio per Kilari 「プレイボール！！きらり開幕☆始球式！」 - Purei bo-ru!! Kirari Kaimaku ☆ Shikyuushiki! | 6 aprile 2007     | 2 aprile 2010                 |
| 52  | Kilari avrà l'onore di lanciare la prima palla della nuova stagione del campionato di baseball. La ragazza non ha mai giocato a baseball in vita sua, tuttavia questa sarebbe un'occasione importantissima per la sua visibilità, che non può proprio lasciarsi sfuggire. Il coach le affida allora un allenatore, e così, il giorno della partita, Kilari effettua un ottimo lancio con tanto di strike finale.. |                   |                               |
| 53  | Benvenuti al "Cafè-Kilari" 「いらっしゃいませ☆きらりんカフェへようこそ?」 - Irassyai-mase ☆ Kirarinn Cafe e Yōkoso♥ | 13 aprile 2007    | 6 aprile 2010                 |
| 53  | Il padre di Kilari decide di aprire un caffè-pasticceria scegliendo come nome "Cafè-Kilari". Il giorno dell'inaugurazione, Kilari, Seiji ed Hiroto accolgono i clienti, che manifestano soddisfazione per questo nuovo locale. Tra di essi vi è però Marie Rococò, una famosa critica gastronomica nota in tutto il mondo, che esprime un giudizio negativo sul locale. Il padre di Kilari, di conseguenza, è molto demoralizzato ma, confortato dalla figlia, decide di inventare nuovi dolci ancora più gustosi selezionando ingredienti di prima qualità. Dopo molti tentativi, crea un nuovo, fantastico dolce di nome "via lattea in primavera", grazie al quale riesce ad ottenere il massimo dei voti da parte di Marie Rococò. |                   |                               |
| 54  | La sfida tra Kilari e Myu 「ミュウ?なー・恋！？キラリ決闘！！」 - Myū♥Nā·Koi!? Kirari Kettō!! | 20 aprile 2007    | 7 aprile 2010                 |
| 54  | Na-San salva una piccola gattina in pericolo che si innamora di lui. La gattina continua a seguirlo, ed in seguito si viene a scoprire che il suo nome è Myu. Myu è gelosa dello stretto rapporto esistente tra Kilari e Na-San, così decide di sfidare Kilari a duello: la vincitrice potrà restare per sempre accanto a Na-San. |                   |                               |
| 55  | Un manga pieno di funghi 「アリエナス～！まんが修行でキノコ～！？」 - Arienasū! Manga Syugyō de Kinokō!? | 27 aprile 2007    | 8 aprile 2010                 |
| 55  | Kilari deve disegnare un manga per una pagina di una rivista, ma quello che riesce a creare sono soltanto funghi. Così decide di chiedere aiuto alla famosa autrice di manga Himiko Saotome. Però, nonostante la presenza di Himiko, che le dà volentieri una mano, in un primo momento Kilari continua a combinare solo disastri, ma, grazie appunto ai suoi preziosissimi consigli, alla fine riesce a disegnare uno splendido manga con protagonisti dei funghi che brillano. |                   |                               |
| 56  | Il bacio tra Hiroto & Izumi 「ＫＩＳＳ！宙人×いずみ『恋人宣言！？』」 - Kisu! Hiroto×Izumi「Koibito Sengen!?」 | 4 maggio 2007     | 9 aprile 2010                 |
| 56  | Izumi Amakawa vuole debuttare come artista e sembra essere determinata ad utilizzare qualsiasi mezzo per superare e battere Kilari. L'agenzia Higashiyama decide di concederle un contratto ufficiale solo nel caso in cui riesca nell'impresa di offuscare la popolarità di Kilari. Izumi partecipa al programma "All stars action park", dove Kilari, Hiroto e Seiji la incontrano per la prima volta. Vengono estratte a sorte delle coppie: Hiroto è in coppia con Kilari, Seiji si ritrova con Izumi, ma quest'ultima sembra essere interessata unicamente ad Hiroto e, con una scusa, chiede a Kilari di invertire i propri partner. Perciò Hiroto si trova in coppia con Izumi. Durante la prima prova, che consiste nell'immergersi in una vasca piena di palloni per recuperare delle domande da porre al partner, Kilari rimane imprigionata tra i palloni a causa di una slogatura alla caviglia. Hiroto cerca di salvarla, ma anch'egli rimane intrappolato esattamente sopra a Kilari, la quale pare molto imbarazzata di ciò. Finalmente Izumi e Seiji trovano i due ragazzi. Subito dopo aver aiutato Hiroto a risalire, Izumi gli dà un bacio davanti agli occhi di Kilari e di tutti gli spettatori. Inoltre, afferma di conoscerlo da sempre e fa intendere inequivocabilmente di essere la sua ragazza. In un primo momento il signor Muranishi interviene per fermare le riprese. Kilari raggiunge l'infermeria con Na-San, ma qui inizia a piangere pensando all'eventualità che Izumi possa essere davvero la fidanzata di Hiroto. All'improvviso arriva Hiroto e, vedendola, crede che stia piangendo per il dolore alla caviglia. Viene però chiarito il malinteso: Hiroto non conosce affatto Izumi e non sa per quale motivo si sia comportata in quel modo. Il signor Muranishi riesce a convincere lo staff ed il pubblico a mantenere il riserbo sull'accaduto, però il giorno successivo la notizia compare sui giornali e viene data pure in televisione: è stata proprio Izumi a rilasciare interviste e dichiarazioni a proposito. Durante il secondo giorno delle riprese, Izumi tenta di provocare Kilari facendola scivolare all'interno della piscina dello studio. |                   |                               |
| 57  | Scandalo alla pasticceria 「よかっ！三角バトルで涙のスクープ！？」 - Yoka! Sankaku Batoru de Namida no Sukūpu!? | 11 maggio 2007    | 12 aprile 2010                |
| 57  | Kilari, nonostante le insistenti provocazioni di Izumi, non ha la minima intenzione di stare al suo gioco, e così decide di mantenere il sorriso qualsiasi cosa accada. Le viene affidato un nuovo lavoro: dovrà lavorare come commessa nella pasticceria "Asagi", ma, a sorpresa, con lei ci sarà anche Izumi! Alla pasticceria, Izumi cerca di metterle i bastoni tra le ruote in ogni modo: inizialmente fa inciampare Kilari mentre sta servendo dei tortini ad alcuni clienti, ma con una brillante performance Kilari si salva e mangia i dolci al volo; quindi fa sparire la torta di compleanno che Kilari doveva consegnare ad una cliente, e questa volta Na-San accorre in suo aiuto preparandone un'altra. Infine, per sbloccarla e farla sbottare, Izumi decide di tirarle addosso un po' di farina, ma anche questa volta Kilari reagisce sorridendo. Fuori dalla pasticceria Kilari incontra Hiroto, che si trovava lì perché era preoccupato per lei, e lei si sfoga con lui, mettendosi a piangere. Per consolarla, Hiroto la abbraccia, ma proprio in quel momento sopraggiunge Izumi. Dietro ad alcuni cespugli spuntano dei paparazzi, che fotografano i tre ragazzi con l'intento di inventare ad arte un intreccio amoroso che li coinvolga. Il giorno successivo la notizia compare su tutte le riviste. Hiroto, nel corso di un'intervista, per evitare che venga intaccata la fama di Kilari, sostiene di frequentare soltanto Izumi, e sottolinea che Kilari non è coinvolta in alcun modo nella questione. |                   |                               |
| 58  | Hiroto ha bisogno d'aiuto! 「ユケムリ～！宙人を守れ大作戦！！」 - Yukemurī〜! Hiroto o Mamore Daisakusen!! | 18 maggio 2007    | 13 aprile 2010                |
| 58  | Viene affidato un lavoro ad Hiroto: si tratta di un reportage in una stazione termale, ma ad accompagnarlo ci sarà proprio Izumi! Kilari è decisa ad aiutare Hiroto per sdebitarsi nei suoi confronti. Si camuffa allora da assistente e segue i due alle terme. Izumi decide di attuare un piano per sedurre Hiroto, ma Kilari interviene, facendosi scoprire e provocando la rabbia di Hiroto. Si fa quasi sera, e Kilari deve trovare un posto dove trascorrere la notte, ma purtroppo non ha soldi a sufficienza per pagare un hotel. Fortunatamente un'anziana signora le offre un posto gratis nel proprio hotel ad una piccola condizione: Kilari dovrà partecipare ad una competizione fra hotel che vedrà affrontarsi diverse giovani ragazze in kimono. Izumi ascolta tutta la conversazione tra Kilari e la proprietaria, e decide di proporre una sfida alla ragazza: chi perderà la gara in kimono dovrà abbandonare del tutto il mondo dello spettacolo e lasciar perdere per sempre Hiroto. Kilari a questo punto non vuole partecipare ma, forzata da Izumi, accetta la sfida. Per poter affrontare la competizione al meglio, Kilari decide di parlare con Hiroto e di chiarire le cose con lui, che è ancora arrabbiato. |                   |                               |
| 59  | Colpi di scena alla competizione in kimono 「ヒョー！？浴衣娘のキ・セ・キ！」 - Hyō!? Yukata-Musume no Ki·Se·Ki! | 25 maggio 2007    | 14 aprile 2010                |
| 59  | Izumi è davvero disposta a tutto pur di vincere la competizione. Nel frattempo, Mya-San ascolta la conversazione tra Kilari ed Hiroto e riferisce tutto a Fubuki. Il giorno della sfida, Izumi rovina di nascosto il kimono di Kilari in modo che non possa più partecipare alla sfida, però Kilari non si arrende, e decide di confezionarne uno nuovo con tanti piccoli kimono che la proprietaria dell'hotel aveva con sé. Al momento della sfilata, Izumi totalizza novantaquattro punti, mentre Kilari ha la meglio con novantacinque punti, tuttavia, all'ultimo momento si aggiunge una nuova concorrente: Fubuki, per l'hotel della stazione termale "Todou", che sfila con uno sgargiante kimono tempestato di pietre preziose. Fubuki conquista il cuore di tutti gli spettatori, estasiati, aggiudicandosi così la vittoria finale. Izumi non riesce ad accettare la sconfitta, perciò raggiunge Fubuki nel suo camerino, seguita a ruota da Kilari e da Hiroto. Qua, in seguito ad un'animata discussione, Izumi inciampa e rivela involontariamente la sua vera identità: in realtà è un maschio che, per la gara precedente, aveva indossato una parrucca rosa! Hiroto lo riconosce all'istante: è Yotaru Izumi, un amico d'infanzia che quattro anni prima si era trasferito in un'altra città. |                   |                               |
| 60  | Kilari, unica speranza per la Terra 「宇宙へ！地球最期のキラリ☆」 - Uchū e! Chikyū Saigo no Kirari☆ | 1º giugno 2007    | 15 aprile 2010                |
| 61  | Il tempo non si può fermare! 「レボリューション！！少女ときらりの花時計」 - Reboryūsyon!! Shōjo to Kirari no Hana-Dokei | 8 giugno 2007     | 16 aprile 2010                |
| 62  | Una nuova artista un po' sfacciata 「ひかる☆なまいきアイドル候補生！」 - Hikaru ☆ Namaiki Aidoru Kōhosē! | 15 giugno 2007    | 19 aprile 2010 20 aprile 2010 |
| 63  | Che stress! Debutto sul palco per Hikaru 「どキンチョー！キラリと光る初ステージ！！」 - Do-Kinchō! Kirari to Hikaru Hatsu Sutēji!! | 22 giugno 2007    | 21 aprile 2010 22 aprile 2010 |
| 64  | Coppia vincitrice 「スマッシュ！ビクトリーペアだ・フゥー？」 - Sumasshu! Bikutorī-Pea da·Hū? | 29 giugno 2007    | 23 aprile 2010 26 aprile 2010 |
| 65  | La crisi delle Kilapika 「きら☆ぴか、ピーンチ？ふたりはＮＳ！！」 - Kira☆pika♪ Pīnchi!? Hutari wa NS!! | 6 luglio 2007     | 27 aprile 2010 28 aprile 2010 |
| 66  | Le lettere dei fan 「シュート！ハートに届けファンレター！！」 - Shūto! Hāto ni Todoke Fan Retā!! | 13 luglio 2007    | 29 aprile 2010 30 aprile 2010 |
| 67  | La rivalità delle Supernova! 「オーディション！ライバルはスーパーノヴァ！！」 - Ōdisyon! Raibaru wa Sūpānova!! | 20 luglio 2007    | 3 maggio 2010                 |
| 68  | Cacciatrici di fantasmi in azione 「ホラ～ッ！妖怪バスター出動チュー！！」 - Horā! Yōkai Bastā Syutsudō Chū! | 27 luglio 2007    | 4 maggio 2010                 |
| 69  | Il concorso comico 「どーもー！！お笑い大会・なんでやねーん！？」 - Dōmō!! Owarai Taikai·Nande-yanēn!? | 3 agosto 2007     | 5 maggio 2010                 |
| 70  | Acqua di colonia "Kilari", la fragranza della felicità! 「きらりん☆コロン！ハッピーかも～ん？」 - Kirarin☆Koron! Happī Kamōn? | 10 agosto 2007    | 6 maggio 2010                 |
| 71  | Prova-costume per tutte le celebrità 「海だ！水着だ！西も東もオールスター」 - Natsu-da! Mizugi-da! Nishi mo Higasi mo Ōrusutā | 17 agosto 2007    | 10 maggio 2010                |
| 72  | Kilari & Hikaru stylist per un giorno 「チェーック！きらりとひかるがこうでねぇと！？」 - Chēkku! Kirari to Hikaru ga Kōdenēto? | 24 agosto 2007    | 11 maggio 2010                |
| 73  | Il destino di "Double Crescent" 「ワナワナ～！ウシなわれたダブルクレッセント！？」 - Wanawanā! "Ushi"nawareta Daburu Kuressento!? | 31 agosto 2007    | 12 maggio 2010                |
| 74  | Commedia musicale. Devo dimagrire! 「ミュージカル♪ハードなバクハツ！ヤセルピアー！！」 - Mūjikaru♪ Hādo na Bakuhatsu! Yaserupiā!! | 7 settembre 2007  | 13 maggio 2010                |
| 75  | È di scena Hikaru! 「キラーン！ひかる☆オンステージ！！」 - Kirān! Hikaru ☆On-Sutēji! | 14 settembre 2007 | 14 maggio 2010                |
| 76  | Una trappola per le Kilapika 「きら☆ぴか 二人を引き裂く黒いワナ！？」 - Kira☆Pika Hutari o Hikisaku Kuroi Wana!? | 21 settembre 2007 | 17 maggio 2010                |
| 77  | L'ultimo concerto delle Kilapika! 「フォーエバー♪ きら☆ぴかラストコンサート♪♪」 - Fōebā♪ Kira☆Pika Rasuto Konsāto♪♪ | 28 settembre 2007 | 18 maggio 2010                |
| 78  | La sorpresa di Kilari 「SHIPSvsGEPS ダンスバトル」 - SHIPS Tai GEPS Dansu Batoru | 5 ottobre 2007    | 19 maggio 2010                |
| 79  | Gli Ships si separano! 「SHIPS解散！？ グッバイヒロト・・・」 - SHIPS Kaisan!? Good-bye Hiroto... | 12 ottobre 2007   | 20 maggio 2010                |
| 80  | Kilari, ambasciatrice dei funghi 「ソーナンダー！？ きのこ大使でハッピーまいたけ！！」 - Sōnandā!? Kinoko Taishi de Happī Maitake!! | 19 ottobre 2007   | 21 maggio 2010                |
| 81  | Il robot Na-San 「SOS！ なーさんロボは最強なのレス！！」 - SOS! Nā-san-Robo wa SaikyōnanoRESU!! | 26 ottobre 2007   | 24 maggio 2010                |
| 82  | Seiji lavora da solo 「ＳＥＩＪＩ☆そろ～り ソロ活動！！」 - SEIJI☆Sorōri Soro Katsudō!! | 2 novembre 2007   | 25 maggio 2010                |
| 83  | Prendete il volo, gemelle! 「ツインズ！ 飛んでハッスル！ 鍋食べマッスル！！」 - Tsuinzu! Tonde Massuru! Nabe Tabemassuru!! | 9 novembre 2007   | 26 maggio 2010                |
| 84  | Erina si è innamorata 「告りまくれ！ エリナフォーリンラブ！」 - Kokuri-makure! Erina Fōrin Rabu! | 16 novembre 2007  | 27 maggio 2010                |
| 85  | Il matrimonio combinato 「ツルカメ！ きらりと星司が電撃結婚！？」 - Tsuru-kame! Kirari to Seiji ga Dengeki Kekkon!? | 23 novembre 2007  | 28 maggio 2010                |
| 86  | La nascita dell'agenzia "Black Wood"! 「黒き野望！ ブラックウッド始動！！」 - Kuroki Yabō! Burakku-uddo Shidō | 30 novembre 2007  | 31 maggio 2010                |
| 87  | L'agenzia Muranishi è in pericolo! 「黒き革命！ 村西事務所の危機！！」 - Kuroki Kakumei! Muranishi-Jimusyo no Kiki!! | 7 dicembre 2007   | 1º giugno 2010                |
| 88  | Il debutto della ragazza misteriosa 「ブラックムーン！？ ナゾの少女デビュー！！」 - Burakku Muun!? NAZO no Shōjo Debut!! | 14 dicembre 2007  | 3 giugno 2010                 |
| 89  | Kilari, assistente personale di Kuroki 「お茶くみきらりは見た！ 黒き秘密！！」 - Ocha Kumi Kirari Ha Mi Ta! Kuroki Himitsu!! | 21 dicembre 2007  | 4 giugno 2010                 |
| 90  | Il Black Wood Festival 「黒フェス！ ステージにきらりん大集合！！」 - Kuro Fesu! Sutēji no Kirari Dai Shuugou!! | 28 dicembre 2007  | 7 giugno 2010 8 giugno 2010   |
| 91  | L'abito giusto per il primo appuntamento 「ファーストデート☆きらりんコレクション」 - Fasuto Deeto? Kirari Korekushon | 11 gennaio 2008   | 9 giugno 2010 10 giugno 2010  |
| 92  | Sfida a colpi di forbice 「シャキン！ きらり×カリスマ美容師」 - Shakin! Kirari Kakeru Karisuma Biyou-Shi | 18 gennaio 2008   | 11 giugno 2010 14 giugno 2010 |
| 93  | Aoi si dedica alla musica 「アイドルあおい ♪グラデュエーション♪♪」 - Aidoru Aoi Guradeeshon | 25 gennaio 2008   | 15 giugno 2010                |
| 94  | Kilari on ice 「跳んで回って！ きらりんonアイス！！」 - Ton de Mawatte! Kirari on Aisu!! | 1º febbraio 2008  | 16 giugno 2010                |
| 95  | Ventiquattro ore con Kilari, i segreti di un'artista 「密着２４時間 アイドルの秘密！！」 - Micchaku 24 Jikan Aidoru no Himitsu!! | 8 febbraio 2008   | 17 giugno 2010                |
| 96  | L'avventura virtuale della principessa Kilari 「きらり姫！！ バーチャルゲームで大冒険なのレス」 - Kirari Hime!! Bacharugemu de Daibouken Nano Resu | 15 febbraio 2008  | 18 giugno 2010                |
| 97  | Arriva Luna, l'attrice di Hollywood 「ハリウッド！ 女優ルナ来日！！」 - Hariuddo! Joyuu Runa Rainichi!! | 22 febbraio 2008  | 21 giugno 2010                |
| 98  | Il provino di John Lucasbergh 「そんなのあり！？ ルーカスバーグオーディション」 - Sonna noari? Rukasubaguo Deishon | 29 febbraio 2008  | 22 giugno 2010                |
| 99  | Due giorni insieme a Luna 「ルナときらり☆ハニカミデート」 - Runa to Kirari Hanikami Deto !! | 7 marzo 2008      | 23 giugno 2010                |
| 100 | Ciak, si gira! 「クランクイン！ ナオミと桜子 奇跡の出会い！！」 - Kurankuin! Naomi to Sakurako. Kiseki no deai | 14 marzo 2008     | 24 giugno 2010                |
| 101 | Calde lacrime per il finale 「ママ・・・！ 涙のクランクアップ」 - Mama...! Namida no Kurankuappu | 21 marzo 2008     | 25 giugno 2010                |
| 102 | Il concerto d'addio 「きらりん☆サヨナラコンサート！？」 - Kirari Sayonara Konsato!? | 28 marzo 2008     | 28 giugno 2010                |

## Terza stagione
Per questi ultimi episodi, la tecnica di animazione è in 3D. In Italia questa parte della serie è tuttora inedita per scelta editoriale della Mediaset.
| Nº  | Titolo italiano (traduzione letterale) Giapponese 「Kanji」 - Rōmaji                                                                                  | In onda           | In onda |
| Nº  | Titolo italiano (traduzione letterale) Giapponese 「Kanji」 - Rōmaji                                                                                  | Giapponese        |         |
| 103 | Yay trova la seconda Kilari!! 「イェーイ！ 第２のきらりをさがせ！！」 - Iei! Dai Ni no Kirari Wo Sagase!!                                             | 4 aprile 2008     |         |
| 104 | Mmm Beh Noel è! Scout Daisakusen Kilari! 「のえるさまぁ～ん！ きらりのスカウト大作戦！！」 - Noerusama! Kirari no Sukauto Daisakusen!?                | 11 aprile 2008    |         |
| 105 | Hatehate? ☆ in tutta questa meraviglia ragazza ☆ 「ハテハテ？？ 不思議少女こ☆べ☆に」 - Hatte Hatte?? Fushigi Shōjo Ko Be Ni                           | 18 aprile 2008    |         |
| 106 | Tamburello! Tre stelle che brillano 「タンバリン！ 輝く３つの星」 - Tanbarin! Kagayaku Mittsu no Hoshi                                                | 25 aprile 2008    |         |
| 107 | Milky Way mostra nuziale 「Milky Way ブライダルショー」 - Milky Way Buraidaru Shō                                                                     | 2 maggio 2008     |         |
| 108 | La partenza dei giovani e over-kun e vedere l'amore di papà 「にーくん＆みーちゃん 愛と青春の旅立ち」 - Nii kun & Mii chan ai to seishun no tabidachi | 9 maggio 2008     |         |
| 109 | Faito ~ o sopra! Happy Star Trek 「ふぁいとぉー！ ハッピースター大作戦」 - Faitoo! Happii Sutaa Daisakusen                                            | 16 maggio 2008    |         |
| 110 | Improvvisamente! Kilari Chibi e Narikiri! 「いきなり！ なりきりチビきらり！！」 - Ikinari! Narikiri chibi Kirari!!                                    | 23 maggio 2008    |         |
| 111 | Malinconia di Beni-chan questo è senza problemi 「お悩みです こべにちゃんのユウウツ」 - O nayami desu ko Beni chan no yuuutsu                         | 30 maggio 2008    |         |
| 112 | Stella Tsukasa e amici NAVI arroccati umano 「フレンドＳＨＩＰＳ 宙人と星司」 - Furendo SHIPS Hiroto to Seiji                                         | 6 giugno 2008     |         |
| 113 | ☆ tre! SENSE UP Daisakusen Noel! 「☆みっつ！のえるのセンスアップ大作戦！！」 - (Hosi) mittsu! Noeru no Sensuappu Daisakusen!!                         | 13 giugno 2008    |         |
| 114 | Bravo! Primo Concerto! 「ブラボー！ファーストコンサート！！」 - Burabou! Faasuto Konsaato!!                                                           | 20 giugno 2008    |         |
| 115 | 'Ll consegnato a tutti! Wish Upon a Star 「みんなにとどけっ！星に願いを」 - Minna ni Todoke! Hoshi ni Negai wo                                        | 27 giugno 2008    |         |
| 116 | Eccitato! Vacanze MilkyWay 「ウキウキ！MilkyWayの休日」 - Ukiuki! MilkyWay no kyuujitsu                                                               | 4 luglio 2008     |         |
| 117 | Buon divertimento! Confrontation hanno estati Oh Nagisa! 「めしあがれ！渚のあまぁ～い対決！！」 - Meshiagare! Nagisa noamaa ~ i taiketsu!!            | 11 luglio 2008    |         |
| 118 | Venus! Quando il cambiamento di inattività in costume da bagno 「ヴィーナス！アイドルが水着に着替えたら」 - Viinasu! Aidoru ga mizugi ni kigae tara   | 18 luglio 2008    |         |
| 119 | Giovani? Na più lunga del giorno 「イケメン？なーさんの一番長い日」 - Ikemen? Naa sanno ichiban nagai nichi                                           | 25 luglio 2008    |         |
| 120 | Tsu Chi Wo ~! Messaggio al di là del tempo 「うぉ～っち！メッセージは時を超えて」 - Uo ~ cchi! Messeuji ha toki wo koe te                             | 1º agosto 2008    |         |
| 121 | Medaglia d'oro! Martedì, Mi Tsu Yukino casa 「金メダル！雪野家のヒ・ミ・ツ」 - Kin medaru! Yukino ie no hi . mi . tsu                                 | 8 agosto 2008     |         |
| 122 | Decisione adattamento cinematografico! Debutto Lattea? 「映画化決定！MilkyWay初出演！？」 - Eigaka kettei! MilkyWay shoshutsu en!?                    | 15 agosto 2008    |         |
| 123 | Non si può dire amore ... che colore dell'estate 「夏色の恋・・・何も言えなくて」 - Natsuiro no koi ... nanimo ie nakute                              | 22 agosto 2008    |         |
| 124 | Hie Hie! ~ Dottore Ira ~ tsu Pinguino di 「ひえひえ！ペンギンさんいらっしゃ～い」 - Hiehie! Pengin san'irassha ~ i                                    | 29 agosto 2008    |         |
| 125 | Per aiutare ☆ eroe Kilari! 「たすけて☆きらりのヒーロー!」 - Tasukete (hosi) Kirari no hiirou!                                                         | 5 settembre 2008  |         |
| 126 | Fro! Amore di Kilari Scuoto? 「ゆらゆら！ゆれるきらりの恋心！？」 - Yurayura! Yureru Kirari no koigokoro!?                                            | 12 settembre 2008 |         |
| 127 | Produttore Robot di mistero pico pico? 「ピコピコ なぞのロボットプロデューサー！？」 - Piko piko nazono robotto purode yuusaa!?                       | 19 settembre 2008 |         |
| 128 | Melody nuovo MilkyWay ☆ 「MilkyWay☆新しいメロディー」 - MilkyWay (hosi) atarashi i merodeii                                                           | 26 settembre 2008 |         |
| 129 | Misteriosa! Ru cupido rivelano inattivo! 「ミステリアス！美少年アイドルあらわる！」 - Misuteriasu! Bishounen aidoru arawaru!                          | 3 ottobre 2008    |         |
| 130 | DARK KNIGHT! Il nome nuvoloso! 「DARK KNIGHT！その名はクラウディ！」 - DARK KNIGHT! Sono mei ha kuraudei!                                             | 10 ottobre 2008   |         |
| 131 | Tsu Bike finita! Giovani contest? 「びけーっ！イケメンコンテスト！？」 - Bikeu tsu! Ikemen kontesuto!?                                                | 17 ottobre 2008   |         |
| 132 | Doloroso amore non corrisposto di Kyun ... Noel 「キュン･･･のえるのせつない片思い」 - Kyun ... Noeru no setsunai kataomoi                             | 24 ottobre 2008   |         |
| 133 | Nuvoloso appezzamento di trappola .. 「ワナ･･･たくらみのクラウディ」 - Wana... takuramino kuraudei                                                    | 31 ottobre 2008   |         |
| 134 | Il bacio della menzogna ... tradimento 「うそ･･･裏切りのキス」 - Uso ... uragiri no kisu                                                              | 7 novembre 2008   |         |
| 135 | Di vetro ... perché l'amicizia 「なぜ･･･ガラスの友情」 - Naze ... garasu no yuujou                                                                    | 14 novembre 2008  |         |
| 136 | Cambiare! Tommy Chan Kilari? 「チェンジ！きらりとみーちゃん！？」 - Chienji! kirari Tomii chan!?                                                      | 21 novembre 2008  |         |
| 137 | Pericoloso! Compleanno Lee, solo un bene- 「キケン！い・け・な・いバースディ」 - Kiken! I . ke . na . i baasudei                                      | 28 novembre 2008  |         |
| 138 | Scandalo! Kilari Non perdere 「スキャンダル！負けるなきらり」 - Sukyandaru! Make runa Kirari                                                          | 5 dicembre 2008   |         |
| 139 | Tornerò alla ragazza Tsukishima Kilari, ordinario 「月島きらり、ふつうの女の子にもどります」 - Tsukishima Kirari, futsuuno onnanoko nimodorimasu      | 12 dicembre 2008  |         |
| 140 | Iniziare! Concerti a partire da zero 「スタート！ゼロからはじまるコンサート」 - Sutaato! Zero kara hajimaru konsaato                                  | 19 dicembre 2008  |         |
| 141 | Elina Addio! Addio per sempre? 「さらばエリナ！永遠のお別れ！？」 - Saraba Erina! Eien noo wakare!?                                                   | 26 dicembre 2008  |         |
| 142 | MilkyWay Super Idol! Barefaced 「スーパーアイドル！！素顔のMilkyWay」 - Suupaa aidoru!! Sugao no MilkyWay                                             | 9 gennaio 2009    |         |
| 143 | Moo-mucca! La storia d'amore di over-kun 「モーモー！にーくんの愛情物語」 - Moumou! Nii kunno aijou monogatari                                        | 16 gennaio 2009   |         |
| 144 | Esper! Il co-di-Ki Fantastic? 「エスパー！！ファンタスティック き・の・こ？」 - Esupaa!! Fantasuteikku ki . no . ko?                                  | 23 gennaio 2009   |         |
| 145 | Attenzione la maschera di Lucky ☆ magia? 「ラッキー☆魔法の仮面にご用心？」 - Rakkii (hosi) mahou no kamen nigo youjin?                                | 30 gennaio 2009   |         |
| 146 | Sopravvivenza? Idle leggenda isola deserta 「サバイバル！？アイドル無人島伝説」 - Sabaibaru!? Aidoru mujintou densetsu                                | 6 febbraio 2009   |         |
| 147 | L'innovazione al cioccolato! San Valentino ♥ martellante 「チョコっと！どきどきバレンタイン♥」 - Choko tto! Dokidoki Barentain ♥                      | 13 febbraio 2009  |         |
| 148 | ~ Yappi ♪ gatto gatto parata! 「ニャッピー♪ねこねこ大行進！」 - Nyappii (kigou) nekoneko daikoushin!                                                  | 20 febbraio 2009  |         |
| 149 | 723 minuti! MilkyWay radiofonico Jack? 「723分！MilkyWay電波ジャック！？」 - 723 fun! MilkyWay denpa Jakku!?                                          | 27 febbraio 2009  |         |
| 150 | Blue Bird di felicità ... benvenuti a casa 「お帰りなさい･･･幸せのブルーバード」 - O kaeri nasai ... shiawase no Buruu Baado                          | 6 marzo 2009      |         |
| 151 | Inizio! Diamante Idol Regina Chi? 「幕開け！ダイヤモンドアイドルクイーンは誰だ!？」 - Makuake! Daiyamondo aidoru kuiin ha dare da!?                   | 13 marzo 2009     |         |
| 152 | Tsu gioco! Tintin con un sorriso giro serio! 「勝負っ！ホンキの笑顔でタンタンターン！」 - Shoubu tsu! Honki no egao de tantantaan!                    | 20 marzo 2009     |         |
| 153 | ☆ inattività Kilari Revolution 「きらりん☆アイドルレボリューション」 - Kirarin (hosi) Aidoru Reboryuushon                                             | 27 marzo 2009     |         |